# Linjens ligning
|  | Sammenskrivningsforslag Artiklerne Førstegradspolynomium, Linjens ligning er foreslået sammenskrevet. (Siden maj 2019) Diskutér forslaget |

Linjens ligning er en matematisk beskrivelse af en uendelig lang, ret linje med konstant hældning. I forskriften for en vilkårlig skrå, ret linje indgår to konstanter og to variabler (den lod- og vandrette linje har kun én konstant hver). Den skrå linjes ligning er normalt defineret vha. variablerne x og y samt konstanterne a og b og dermed givet ved:
{\displaystyle y=a\cdot x+b}
hvor a, der også kaldes koefficienten til x og b (ligningens sidste led) angiver henholdsvis linjens
- hældning og
- skæring med y-aksen

Samtlige koordinatsæt {\displaystyle (x,y)}, som ligger på linjen, er punkter i dens ligning, og intet punkt, som ligger udenfor linjen, er at finde i dens ligning, som punktet med andre ord ikke tilfredsstiller.

## Bestemmelse af forskriften for linjens ligning

### Ud fra et punkt og en hældning
En ret linje, der går gennem et punkt {\displaystyle (x_{0},y_{0})}, og som har hældningen {\displaystyle a}, er givet ved ligningen:
{\displaystyle y-y_{0}=a(x-x_{0})\,}
Denne kaldes i daglig tale også ofte for formlen for linjens ligning.

#### Eksempel
En linje, som går gennem punktet {\displaystyle (x_{0},y_{0})=(0,1)}, har hældningen {\displaystyle a=2}. Indsættes disse informationer i ovenstående forskrift, ser vi, at dens ligning er givet ved:
{\displaystyle y-1=2(x-0)\Leftrightarrow y=2x+1\,}
Jævnfør den grønne linje i illustrationen ovenfor.

### Ud fra to koordinater
Vha. koordinatsættene {\displaystyle (x_{1},y_{1})} og {\displaystyle (x_{2},y_{2})} kan forskriften for linjen, der går gennem de tilsvarende punkter, bestemmes. Først findes hældningskoefficienten {\displaystyle a}, vha. denne formel:
{\displaystyle a={\frac {\Delta y}{\Delta x}}={\frac {y_{2}-y_{1}}{x_{2}-x_{1}}}}
Derefter bestemmes b, skæringen med y-aksen, vha. følgende formel:
{\displaystyle b=y_{1}-a\cdot x_{1}}

#### Eksempel
Det vides, at en ret linje går igennem de to punkter (1,4) og (4,13). For at finde linjens hældningstal, indsætter man værdierne i ovenstående formel:
{\displaystyle a={\frac {13-4}{4-1}}={\frac {9}{3}}=3}
Ligeledes indsættes et af de to punkter i formlen for linjens skæring med y-aksen:
{\displaystyle b=4-3\cdot 1=1}
Forskriften for den rette linje er dermed:
{\displaystyle y=3\cdot x+1}

#### Linjefremstilling
Nærværende afsnit tilstræber - ved at fremhæve den matematiske logik bag diverse måder at (om)skrive linjens ligning på - at præsentere, hvad der i meget undervisningsmateriale har karakter af svært tilgængelige læresætninger, på en mere gennemskuelig og sammenhængende måde.
Afsnittet linjefremstilling søger desuden at henlede læserens opmærksomhed på nogle af de fordele og ulemper, de forskellige skrivemåder indebærer.
Ved anvendelse af to punkter:
{\displaystyle \left(x_{0},y_{0}\right)} og {\displaystyle \left(x_{1},y_{1}\right)}
som en ret linje forbinder, kan dennes ligning skrives (fremstilles) på adskillige måder:
I første omgang bestemmes hældningskoefficienten A samt linjens skæring B med y-aksen:
{\displaystyle A={\frac {y_{1}-y_{0}}{x_{1}-x_{0}}}}
{\displaystyle B=-Ax_{0}+y_{0}},
hvormed dens ligning er givet ved:
{\displaystyle y=Ax+B},
der selvsagt også kan skrives sådan:
{\displaystyle y=Ax-Ax_{0}+y_{0}}
eller med toppunktsnotation (vertex-form), der tillader vandret og lodret forskydning ved ændring af hhv. x0 og y0:
{\displaystyle y-y_{0}=A\left(x-x_{0}\right)\Longleftrightarrow }
{\displaystyle y-y_{0}={\frac {y_{1}-y_{0}}{x_{1}-x_{0}}}\left(x-x_{0}\right)\Longleftrightarrow }
{\displaystyle \left(x_{1}-x_{0}\right)\left(y-y_{0}\right)-\left(y_{1}-y_{0}\right)\left(x-x_{0}\right)=0\Longleftrightarrow }
{\displaystyle a\left(x-x_{0}\right)+b\left(y-y_{0}\right)=0\left\{a=-\left(y_{1}-y_{0}\right),b=x_{1}-x_{0}\right\}\Longleftrightarrow }
{\displaystyle ax+by+c=0\left\{c=-ax_{0}-by_{0}\right\}}.
Hermed har den rette linje omsider fået en ligning, der muliggør, at den både kan fremstå som vandret, skrå og lodret i modsætning til den rette linje, vi skrev på formen:
{\displaystyle y=Ax+B},
og som kun kan være enten vandret eller skrå, men aldrig opnå fuld rejsning til lodret, uanset hvor stort hældningstallet A gøres! Med bestemmelsen af konstanterne a, b og c får linjen tillige en såkaldt normalvektor og retningsvektor, givet ved hhv.:
{\displaystyle \left(x_{1}+at,y_{1}+bt\right)} og
{\displaystyle \left(x_{1}-bt,y_{1}+at\right)} eller
{\displaystyle \left(x_{2}-bt,y_{2}+at\right)} osv.